# Río Pastillo
Río Pastillo es un río en Ponce, Puerto Rico. Es también conocido como el "Rio Marueño". El Río Pastillo se confluye con el Río Canas en el oeste de la ciudad de Ponce para formar el Río Matilde. Río Pastillo es uno de los 14 ríos en el municipio de Ponce.

## Origen
Río Pastillo tiene su origen en las montañas al norte del barrio Marueño de Ponce. El río corre por unas19 kilómetros (11,8 mi) antes de llegar al barrio Canas en la ciudad de Ponce, donde se confluye con el Río Canas para formar Río Matilde.  El Gobierno de Puerto Rico tiene planes de canalizarlo.

## Riachuelos que lo alimentan
La Quebrada Limón y la Quebrada del Agua son dos de los mayores riachuelos que alimentan al Río Pastillo. El curso de la Quebrada del Agua fue cambiado tras una canalización, y ahora desemboca directamente al mar Caribe. Durante épocas de lluvia, Quebrada del Agua se salía de su cauce, como ocurrió el 7 de octubre de 1985, cuando 16 personas perdieron sus vidas debido a inundaciones.